# Nepálská vlajka

Nepálská vlajka
Poměr stran: ~1,219:1

Vlajka Nepálu je tvarem naprosto výjimečná vlajka, která se skládá ze dvou nestejně vysokých karmínových, modře lemovaných pravoúhlých trojúhelníků položených nad sebou (částečně přes sebe). V horním trojúhelníku se nachází stylizovaná bílá silueta Měsíce s osmi paprsky, v dolním pak silueta Slunce s dvanácti paprsky. K poslední změně vlajky došlo v roce 1962, kdy byly vypuštěny kresby tváří ze symbolů Měsíce a Slunce.

## Symbolika
Karmínová barva je nepálskou národní barvou a symbolem vítězství, statečnosti Nepálců a národní květiny pěnišníku. Modrá barva lemu symbolizuje mír a harmonii. Červená s modrou jsou také barvy tepla a chladu, kontrastů nepálského klimatu.
Dva trojúhelníky představují dvě hlavní nepálská náboženství: buddhismus a hinduismus, tvar vlajky připomíná pohoří Himálaje.
Měsíc a Slunce symbolizují věčný koloběh času a přání existence Nepálu tak dlouho, jako obě vesmírná tělesa. Měsíc byl v době vzniku vlajky symbolem královské rodiny, Slunce rodiny Ránů, která byla u moci až do roku 1951.

## Rozměry
V příloze Ústavy království Nepálu ze 16. prosince 1962 ke článku č. 5 jsou uvedeny instrukce k narýsování vlajky. Tyto konstrukční detaily byly beze změn převzaty do nepálské ústavy z roku 1990, prozatímní ústavy z roku 2007 a platí dodnes.
- Postup tvorby Národní vlajky Nepálu
  - A)	Postup tvorby tvaru bez modrého lemu
- 1.	Ve spodní části karmínové tkaniny, narýsujte úsečku AB požadované délky zleva doprava.
- 2.	Z bodu A narýsujte úsečku AC kolmo k AB tak, aby AC se rovnala AB plus jedna třetina AB. Na úsečce AC vyznačte bod D tak, aby se úsečka AD rovnala úsečce AB. Spoj BD.
- 3.	Na úsečce BD vyznačte bod E tak, aby se BE rovnala AB.
- 4.	Narýsujte úsečku FG rovnoběžně k AB tak, že bod E náleží FG. Bod F leží na AC. Velikost FG se rovná AB.
- 5.	Spoj CG.
  - B)	Postup tvorby Měsíce
- 6.	Na úsečce AB vyznačte bod H tak, že AH se rovná jedné čtvrtině úsečky AB a narýsujte úsečku HI, která je rovnoběžná k AC. Tam, kde protne úsečku CG je bod I.
- 7.	Bod J leží v polovině CF. Narýsujte úsečku JK, která je rovnoběžná k AB. Tam, kde protne úsečku CG je bod K.
- 8.	Bod L leží na průniku úseček JK a HI.
- 9.	Spoj JG.
- 10.	Bod M leží na průniku úseček JG a HI.
- 11.	Vyznačte bod N ve spodní části HI, jako průnik kružnice se středem v bodě M a poloměrem jako je nejkratší vzdálenost bodu M a úsečky BD.
- 12.	Narýsujte úsečku zleva doprava tak, aby byla rovnoběžná k AB, začínající v bodě O, jež leží na AC a končící v M.
- 13.	Se středem v bodě L a poloměrem LN narýsujte půlkružnici ve spodní části a nechť body P a Q leží tam, kde půlkružnice příslušně protíná OM.
- 14.	Se středem v bodě M a poloměrem MQ narýsujte půlkružnici ve spodní části procházející P a Q.
- 15.	Se středem v bodě N a poloměrem NM narýsujte oblouk protínající PNQ v bodech R a S. Spoj RS. Bod T leží na průniku úseček RS a HI.
- 16.	Se středem v bodě T a poloměrem TS narýsujte půlkružnici v horní části nad PNQ protínajíc ve dvou bodech.
- 17.	Se středem v bodě T a poloměrem TM narýsujte oblouk v horní části nad PNQ protínajíc ve dvou bodech.
- 18.	Osm stejných a podobných trojúhelníků měsíce leží v prostoru uvnitř půlkružnice č. 16 a vně oblouku č. 17 toho odstavce.
  - C)	Postup tvorby Slunce
- 19.	Bod U leží v polovině AF. Narýsujte úsečku UV rovnoběžně k úsečce AB tak, aby procházela úsečkou BE v bodě V.
- 20.	Se středem v bodě W, jež leží na průniku úseček HI a UV, a poloměrem MN narýsujte kružnici.
- 21.	Se středem v bodě W a poloměrem LN narýsujte kružnici.
- 22.	Dvanáct stejných a podobných trojúhelníků slunce leží v prostoru uzavřeném kružnicí č. 20 a č. 21 se dvěma vrcholy dvou trojúhelníků ležící na úsečce HI.
  - D)	Postup tvorby lemu
- 23.	Šířka lemu je stejná, jako velikost TN. Lem je vybarven tmavě modře a je proveden po celém obvodu vlajky. Nicméně, v pěti úhlech vlajky se budou vnější úhly rovnat vnitřním úhlům.
- 24.	Výše uvedený lem bude použit, pokud vlajka bude pověšena na lanku. Na druhou stranu, pokud je zvednuta na tyči, otvor na lemu strany AC může být prodloužen v souladu s požadavky.

Poznámka: Úsečky HI, RS, FE, ED, JG, OQ, JK a UV jsou myšlené a nejsou zobrazeny na vlajce. Podobně i vnější a vnitřní kružnice slunce a ostatní oblouky kromě půlměsíce.
Poměr stran vlajky není uveden, v odborné literatuře je často uváděn jako ~5:4. Bez lemování je poměr stran 4:3. S lemem je výpočtem poměr 1,21901033…:1
Nepálská vlajka je tak jedinou státní vlajkou která má poměr stran větší než jedna (výška je větší než délka).

## Historie
Již od počátku letopočtu na území dnešního Nepálu existovalo několik států. Od 8. století to byl např. stát Liččhaviú. V průběhu 17. a 18. století zemi ovládli a sjednotili Gurkhové. V roce 1769 byl dokončen vznik Království Nepál. Po neúspěšné invazi do Tibetu v roce 1792 musel Nepál přijmout čínskou suverenitu a platit ji (až do roku 1908) vazalské poplatky.
V letech 1814–1818 na Nepál zaútočilo vojsko vedené Britskou Východoindickou společností, které získalo Sikkim a většinu Teraje. Nepál sice nebyl dobyt, ale spravován byl v rámci Britské Indie.
V roce 1846 se po převratu dostala k moci dynastie Ránů (ten dědičně vykonával funkci ministerského předsedy) a pravděpodobně v tomto období se symbolem královského rodu Šáhů stala vlajka ve tvaru červeného trojúhelníku se symbolem Měsíce s lidskou tváří v bílé barvě. (Není obrázek)
Symbolem Ránů se ve stejné době stala vlajka stejného tvaru a barev, ale se symbolem Slunce s lidskou tváří. (Není obrázek)
Vlajky Šáhů a Ránů se staly základem nepálské vlajky, kterou pravděpodobně zavedl král Prithvi Bira Bikram Šáh, který vládl v letech 1881–1911. Vlajku tvořily, dle vyobrazení z okolo roku 1911, dva pod sebou umístěné, oddělené, červené, modře lemované rovnostranné trojúhelníky  (plameny). Na horním byl symbol Měsíce, na dolním symbol Slunce, oba v bílé barvě, ale na rozdíl od předchozích bez lidských tváří. (Není obrázek)
V roce 1923 Spojené království uznalo formálně nezávislost Nepálu. Pravděpodobně v této době byla zavedena nová vlajka. V knize Nepál anglického spisovatele Percevala Landona z roku 1928 je spolu s dalšími nepálskými vlajkami zobrazena i tato vlajka, která vznikla sešitím dvou stejných červených plamenů. Na horním poli byl znovu symbol měsíce, v dolním Slunce, symboly byly s kresbou lidských tváří. Vlajka byla zeleně lemována. V prvním zdroji jsou nesprávně všechny vlajky zelené. (Není obrázek)
Ve třicátých letech 20. století byla zavedena nová státní vlajka tvořena dvěma, nad sebou umístěnými, stejně vysokými trojúhelníky. V horním byl symbol Slunce, v dolním Měsíce, oba s lidskou tváří. Trojúhelníky byly modře lemované, u žerdi ale lem chyběl.
V padesátých letech byla upravena výška obou trojúhelníků tak, že spodní byl vyšší. Mírně upraveny byly i symboly Slunce a Měsíce s lidskými tvářemi.

Nepálská vlajka (30.–50. léta 20. století)
Nepálská vlajka (50. léta 20. století–1962)

16. prosince 1962 došlo ke změně vlajky na současnou podobu. V zemi byl zaveden tzv. paňčájatový systém, tj. demokracie bez politických stran, výkonná moc byla převedena na nepálského krále.
V roce 1990 proběhly v Nepálu nepokoje, v letech 1996–2006 občanská válka. 28. května 2008 byla země prohlášena federativní republikou, ke změně vlajky však nedošlo.

## Vlajka království Mustang
Až do 7. října 2008, kdy bylo nepálskou vládou zrušeno, existovalo na nepálském území Království Mustang (nazývané též Lo). Toto tradiční království bylo formálně nezávislé, fakticky však pod nepálskou suverenitou, jedním z distriktů zóny Dhavalagiri. Vlajku království tvořil karmínový, modře lemovaný list s bílou siluetou slunce se šestnácti paprsky.

Vlajka království Mustang Poměr stran: 3:5

## Rekord
23. srpna 2014 se v hlavním městě Káthmándú sešlo více než 35 000 lidí, kteří pomocí barevných karet držených nad hlavou získali světový rekord ve vytvoření největší lidské vlajky.

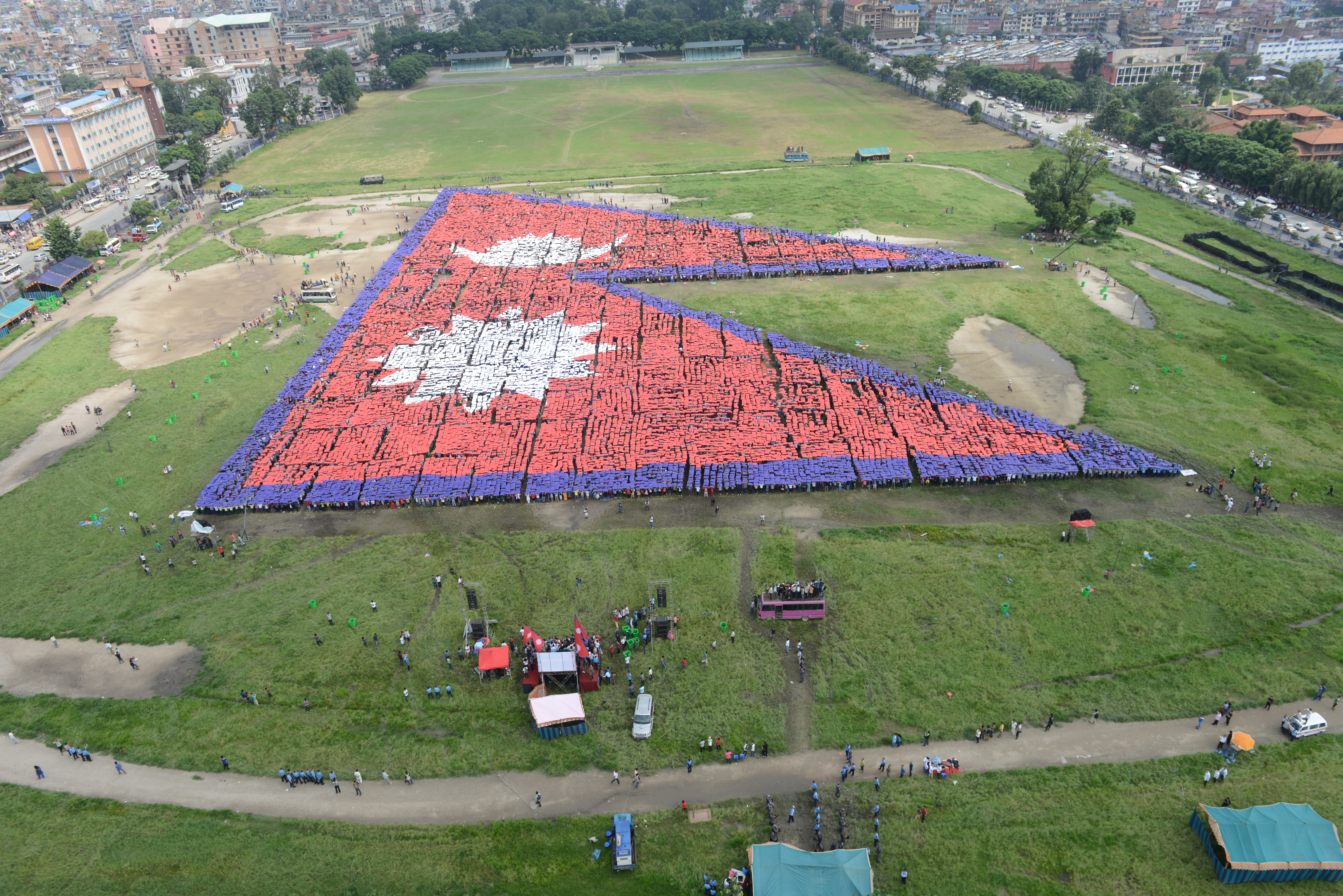
Nepálská lidská vlajka (2014)